# 布特施泰特
布特施泰特（德語：Buttstädt，發音：[ˈbʊtˌʃtɛt]）是德国图林根州瑟默达县的市镇，面积104.8平方千米，2023年12月31日人口为6,638人。2019年1月1日，布特施泰特所属的布特施泰特管理共同体解散，其成员市镇埃勒斯莱本、埃斯莱本-托伊特莱本、大布伦巴赫、古特曼斯豪森、哈尔迪斯莱本、小布伦巴赫、曼施泰特、奥尔伯斯莱本与鲁德斯多夫并入布特施泰特。